# Amiche mai
Amiche mai è un film del 2025 diretto da Maurizio Nichetti.

## Trama
La veterinaria Anna Ricca intraprende un viaggio in auto attraverso i Balcani con Ayse, la badante turca del padre defunto, per riportare nel proprio paese quest’ultima insieme al letto che l’uomo le ha lasciato in eredità. Anna, dapprima prevenuta e ostile nei confronti di Ayse, attraverso i molti imprevisti che caratterizzeranno il viaggio imparerà a conoscere e apprezzare l’altra donna e alla fine il loro rapporto cambierà.

## Produzione
Il film, scritto e diretto da Maurizio Nichetti dopo ventitré anni dall'ultimo film Honolulu Baby del 2001, è stato prodotto da Isabella Cocuzza, Arturo Paglia e Marta Razzano per Filmclub e Minerva Pictures, oltre che Paco Cinematografica e Loka Film.
Le riprese si sono svolte dal 30 novembre al 4 dicembre 2023 nel Friuli-Venezia Giulia tra Gorizia, Monfalcone, Staranzano, Duino-Aurisina, Malborghetto-Valbruna, Torviscosa, Cave del Predil, Fusine in Valromana e Sgonico.

## Distribuzione
Presentato in anteprima al Torino Film Festival del 2024, il film è stato distribuito nelle sale cinematografiche italiane a partire dal 27 febbraio 2025.

## Accoglienza
Il film è stato accolto con recensioni varie da parte della critica cinematografica.